# 851 (numero)
Ottocentocinquantuno (851) è il numero naturale dopo l'850 e prima dell'852.

## Proprietà matematiche
- È un numero dispari.
- È un numero composto con 4 divisori: 1, 23, 37, 851. Poiché la somma dei suoi divisori (escluso il numero stesso) è 61 < 851, è un numero difettivo.
- È un numero semiprimo.
- È un numero omirpimes.
- È un numero nontotiente in quanto dispari e diverso da 1.
- È un numero malvagio.
- È un numero intero privo di quadrati.
- È un numero palindromo e un numero ondulante nel sistema posizionale a base 16 (353) e in quello a base 25 (191).
- È un [numero palindromo e un numero a cifra ripetuta nel sistema posizionale a base 36 (NN).
- È parte delle terne pitagoriche (276, 805, 851), (420, 851, 949), (851, 9768, 9805), (851, 15732, 15755), (851, 362100, 362101).

## Astronomia
- 851 Zeissia è un asteroide della fascia principale del sistema solare.
- NGC 851 è una galassia lenticolare della costellazione della Balena.

## Astronautica
- Cosmos 851 è un satellite artificiale russo.